# Kawki (przystanek kolejowy)
Kawki – nieczynny przystanek osobowy w Kawkach, w gminie Bobrowo, w powiecie brodnickim, w województwie kujawsko-pomorskim, w Polsce. Przystanek został zamknięty w dniu 1 października 1999 roku.